# رضا ناجی (بازیگر)
محمدرضا امیرناجی (زادهٔ ۵ دی ۱۳۲۱ در تبریز)، بازیگر سینما و تلویزیون اهل ایران است. از مهم‌ترین فیلم‌های رضا ناجی می‌توان به بچه‌های آسمان، باران، آواز گنجشک‌ها، باد در علفزار می‌پیچد و ترنج اشاره کرد. وی نخستین بازیگر ایرانی دریافت‌کننده خرس نقره‌ای بهترین بازیگر مرد از پنجاه و هشتمین جشنواره بین‌المللی فیلم برلین بوده‌است.

## زندگی
محمدرضا امیرناجی معروف به رضا ناجی بازیگر سینما و تلویزیون پنجم دی ماه سال ۱۳۲۱ در خیابان جامش آوان تبریز زاده شد. از کودکی به تئاتر علاقه داشت و در تئاترهای خیابانی مختلفی نقش بازی کرده بود. وی که دارای گواهینامه پایه یک رانندگی و گواهینامه درجه یک مهارت فنی خودرو است ابتدا به شغل مکانیکی مشغول بود سپس به استخدام نیرو هوایی ارتش درآمد. وی بازیگری را از سال ۱۳۴۱ خورشیدی آغاز کرد و با بازی در فیلم‌های مجید مجیدی به شهرت رسید. با دریافت جایزه خرس نقره ای بهترین بازیگر مرد جشنواره برلین ۲۰۰۸ به اوج شهرت خود رسید. و به منظور پاسداشت از ایشان در شهر تبریز سینمایی به نام ناجی در مجموعه سینمایی ۲۹ بهمن تبریز به نام ایشان ثبت گردید.

## کارنامهٔ هنری

### سینما
| سال  | نام فیلم                | کارگردان         | اکران           | توضیحات           |
| ---- | ----------------------- | ---------------- | --------------- | ----------------- |
| ۱۴۰۳ | دایناسور                | سید مسعود اطیابی | ۸ اسفند ۱۴۰۳    |                   |
| ۱۴۰۲ | عینک قرمز               | حسین مهکام       | ۸ اسفند ۱۴۰۳    |                   |
| ۱۴۰۲ | خرچنگ                   | مصطفی شایسته     | ۲۵ دی ۱۴۰۳      |                   |
| ۱۴۰۲ | آپاراتچی                | قربانعلی طاهرفر  | ۲۳ اسفند ۱۴۰۲   |                   |
| ۱۳۹۸ | برنده‌ها                 | حسن ناظر         | اوت ۲۰۲۲        | محصول اسکاتلند    |
| ۱۳۹۷ | ایکس‌لارج                | محسن توکلی       | ۵ تیر ۱۳۹۸      | طنز               |
| ۱۳۹۷ | آپاچی                   | آرش معیریان      | ۲۶ آبان ۱۳۹۷    |                   |
| ۱۳۹۷ | تگزاس ۲                 | سید مسعود اطیابی | ۲۸ فروردین ۱۳۹۸ | کمدی              |
| ۱۳۹۷ | ما همه با هم هستیم      | کمال تبریزی      | ۱۵ خرداد ۱۳۹۸   | کمدی- اجتماعی     |
| ۱۳۹۶ | لازانیا                 | حسین قناعت       | ۱۱ مهر ۱۳۹۷     | کمدی - خانوادگی   |
| ۱۳۹۶ | دم‌سرخ‌ها                 | آرش معیریان      | مرداد ۱۳۹۷      | کمدی              |
| ۱۳۹۶ | مارموز                  | کمال تبریزی      | ۲۱ آذر ۱۳۹۷     | کمدی-اجتماعی      |
| ۱۳۹۵ | نیوکاسل                 | محسن قصابیان     | ۲۶ تیر ۱۳۹۸     | کمدی-اجتماعی      |
| ۱۳۹۵ | چهل کچل                 | صادق دقیقی       |                 |                   |
| ۱۳۹۵ | پا تو کفش من نکن!       | حسین فرحبخش      | تابستان ۱۳۹۶    |                   |
| ۱۳۹۵ | نهنگ عنبر ۲             | سامان مقدم       | تابستان ۱۳۹۶    |                   |
| ۱۳۹۴ | نهنگ عنبر               | سامان مقدم       | -               | کمدی تاریخی سیاسی |
| ۱۳۹۳ | دربست                   | علی خامه‌پرست فرد |                 |                   |
| ۱۳۹۳ | شیوا                    | اشکان شاپوری     |                 | اجتماعی، خانوادگی |
| ۱۳۹۲ | دربست آزادی             | مهرشاد کارخانی   |                 |                   |
| ۱۳۹۲ | به تهران خوش آمدید      | رضا سبحانی       |                 |                   |
| ۱۳۹۲ | فرشته‌ها با هم می‌آیند    | حامد محمدی       |                 |                   |
| ۱۳۹۲ | نقش نگار                | علی عطشانی       | -               | -                 |
| ۱۳۹۱ | ترنج                    | مجتبی راعی       | -               | عرفانی            |
| ۱۳۹۰ | من و زیبا               | فریدون حسن پور   | -               | دینی              |
| ۱۳۹۰ | یک سطر واقعیت           | علی وزیریان      | -               | سیاسی             |
| ۱۳۸۹ | کمی شیرین، بسی فرهاد    | سید جواد رضویان  | -               | کمدی              |
| ۱۳۸۹ | مامان بهروز منو زد      | عباس مرادیان     | زمستان ۱۳۸۹     | فیلم کودک         |
| ۱۳۸۸ | پرواز مرغابی‌ها          | علی شاه حاتمی    | -               | فیلم کودک         |
| ۱۳۸۸ | پائیز                   | آمیر بشیر        | -               | فیلم بالیوودی     |
| ۱۳۸۷ | پای پیاده               | فریدون حسن پور   | -               | درام فلسفی        |
| ۱۳۸۶ | آواز گنجشک‌ها            | مجید مجیدی       | -               | خانوادگی دینی     |
| ۱۳۸۶ | باد در علفزار می‌پیچد    | خسرو معصومی      | ۲۴ شهریور ۱۳۸۹  | ملودرام جنایی     |
| ۱۳۸۵ | سرگیجه                  | محمد زرین دست    | -               | تاریخی            |
| ۱۳۸۵ | یک قدم تا خدا           | علی عطشانی       | -               | عرفانی            |
| ۱۳۸۳ | باغ‌های کندلوس           | ایرج کریمی       | -               | فلسفی             |
| ۱۳۸۳ | بید مجنون               | مجید مجیدی       | -               | دینی              |
| ۱۳۸۲ | او                      | رهبر قنبری       | -               | دینی              |
| ۱۳۸۲ | باران رؤیاها را نمی‌شوید | اصغر یوسفی نژاد  | -               | فلسفی             |
| ۱۳۸۰ | پرنده باز کوچک          | رهبر قنبری       | -               | درام فانتزی       |
| ۱۳۷۹ | باران                   | مجید مجیدی       | -               | درام عاشقانه      |
| ۱۳۷۷ | پرواز خاموش             | عبدالحسن برزیده  | -               | -                 |
| ۱۳۷۶ | تونل ۱۸                 | حسین شهابی       | پاییز سال ۱۳۷۷  | تاریخی            |
| ۱۳۷۶ | تولد یک پروانه          | مجتبی راعی       | -               | فیلم کودک         |
| ۱۳۷۵ | بچه‌های آسمان            | مجید مجیدی       | -               | -                 |
| ۱۳۷۵ | فرار از جهنم            | شفیع آقامحمدیان  | -               | -                 |
| ۱۳۶۸ | گل سرخ                  | حمید تمجیدی      | -               | -                 |

### فیلم‌های تلویزیونی
| سال  | نام فیلم           | کارگردان      |
| ---- | ------------------ | ------------- |
| ۱۳۹۳ | اسب‌ها گریه می‌کنند… |               |
| ۱۳۹۱ | دردسرهای زیبا      | پیام صابری    |
| ۱۳۸۹ | خانه به خانه       | سعید عباسی    |
| ۱۳۸۸ | من پلیس نیستم      | مهران غفوریان |
| ۱۳۸۷ | زمانی برای درنگ    | روح‌الله حجازی |

### سریال و مجموعه‌های تلویزیونی
| سال  | نام مجموعه    | کارگردان      | پخش  | شبکه  |
| ---- | ------------- | ------------- | ---- | ----- |
| ۱۴۰۰ | خداداد        | علی غفاری     | ۱۴۰۱ | ۲     |
| ۱۳۹۹ | چوب خط        | حمید بهرامیان | ۱۳۹۹ | ۳     |
| ۱۳۹۵ | دیواربه‌دیوار  | سامان مقدم    | ۱۳۹۶ | ۳     |
| ۱۳۹۰ | بیدار باش     | احمد کاوری    | ۱۳۹۱ | ۱     |
| ۱۳۸۹ | موج و صخره    | مجید صالحی    | ۱۳۹۰ | ۵     |
| ۱۳۸۸ | از یاد رفته   | فریدون حسن‌پور | ۱۳۸۹ | ۱     |
| ۱۳۸۵ | بوی خوش زندگی | علی شاه‌حاتمی  |      | تهران |

### شبکه خانگی
| سال  | نام            | کارگردان     | توضیحات                                                               |
| ---- | -------------- | ------------ | --------------------------------------------------------------------- |
| ۱۴۰۳ | اکازیون        | مسعود اطیابی |                                                                       |
| ۱۴۰۱ | جادوگر         | مسعود اطیابی |                                                                       |
| ۱۳۹۳ | عشق تعطیل نیست | بیژن بیرنگ   | یک مجموعهٔ ۲۶ قسمتی که از ۶ بهمن ۱۳۹۳ در شبکه نمایش خانگی انتشار یافت. |

## جایزه‌ها
- ۱۳۸۶ - خرس نقره‌ای بهترین بازیگر مرد از جشنواره فیلم برلین برای بازی در فیلم آواز گنجشک‌ها (مجید مجیدی)[۴]
- ۱۳۸۷ - جایزه بهترین بازیگر مرد از جشنواره فیلم دمشق برای بازی در فیلم آواز گنجشک‌ها (۲۰۰۸)[۵]
- دیپلم افتخار بهترین بازیگری از پانزدهمین جشنواره فیلم فجر
- پروانه زرین بازیگری از هفدهمین جشنواره بین‌المللی فیلم‌های کودکان و نوجوانان
- دیپلم افتخار و جایزه ویژه هیئت داوران از بیست و دومین جشنواره بین‌المللی فیلم فجر
- بهترین بازیگر مرد یازدهمین جشن سینمایی دنیای تصویر تندیس حافظ
- بهترین بازیگر مرد جشنواره عاشورائیان سپید برای فیلم او
- جایزه بهترین بازیگر مرد نویسندگان و منتقدان کشور برای فیلم آواز گنجشک‌ها ۱۳۸۸
- جایزه بهترین بازیگر مرد اسکرین آسیا پاسیفیک برای بازی در فیلم آواز گنجشک‌ها از استرالیا ۲۰۰۸
- نامزد تندیس زرین بهترین بازیگر نقش اول مرد از اولین جشن خانه سینما برای بازی در فیلم «بچه‌های آسمان» - ۱۳۷۶

## پاسداشت
در ۱۳۸۸ اداره ک‍ل ف‍ره‍ن‍گ و ارش‍اد اس‍لام‍ی آذرب‍ای‍ج‍ان ش‍رق‍ی، به م‍ن‍ظور پ‍اس‍داش‍ت از مقام «رضا ن‍اج‍ی»، یک م‍ج‍ت‍م‍ع ف‍ره‍ن‍گ‍ی و س‍ی‍ن‍م‍ای‍ی را ب‍ه نام «م‍ج‍ت‍م‍ع س‍ی‍ن‍م‍ای‍ی ن‍اج‍ی» ن‍ام‍گ‍ذاری کرد.